# Круопяй
Круопя́й (лит. Kruopiai) — местечко в Акмянском районе Шяуляйского уезда Литвы. Центр Круопяйского староства.